# فيرونيكا فيش
فيرونيكا فيش (بالإنجليزية: Veronica Fish)‏ هي رسامة كارتون أمريكية، ولدت في 12 يونيو 1985.

## وصلات خارجية
- الموقع الرسمي